# روبرت ووكر (عسكري)
روبرت ووكر (بالإنجليزية: Robert Walker)‏ هو عسكري أمريكي، ولد في 2 فبراير 1929 في Baldwin, New York ‏ في الولايات المتحدة، وتوفي في 15 فبراير 2016 في فرجينيا بيتش في الولايات المتحدة بسبب ذات الرئة.